# Spilosoma janeckoi
Spilosoma janeckoi là một loài bướm đêm thuộc phân họ Arctiinae, họ Erebidae.